# Hiperespai
|  | Per a altres significats, vegeu «Hiperespai (desambiguació)». |

L'hiperespai és una forma d'espai que té quatre o més dimensions. El terme apareix tant en geometria, com en la descripció informal de certes teories físiques.

El viatge hiperespaial es representa de vegades com un camp estel·lar que es dirigeix cap a l'espectador. Un efecte visual com aquest es va utilitzar per primera vegada a la pel·lícula de 1974 Dark Star, i es va convertir en una representació cinematogràfica popular, amb un efecte similar que s'utilitzava a la franquícia Star Wars.

En el seu significat original, el terme hiperespai era simplement un sinònim d’espai més gran. Aquest ús era més comú als llibres de text del segle XIX i encara es troba ocasionalment en llibres de text acadèmics i divulgatius. L'ús en ciència-ficció es va originar a la revista Amazing Stories Quarterly el 1931, desenvolupant-se anys després amb les obres d’autors com Isaac Asimov i E. C. Tubb, així com en la sèrie La guerra de les galàxies.

## Concepte
La premissa bàsica de l'hiperespai és que es poden travessar ràpidament grans distàncies a través de l’espai prenent una mena de drecera. Hi ha dos models comuns que s’utilitzen per explicar aquesta drecera: plegament i mapeig. En el model de plegament, l'hiperespai és un lloc de dimensió més alta a través del qual es pot distorsionar la forma del nostre espai tridimensional per apropar-se els punts llunyans; Una analogia comuna popularitzada per Robert A. Heinlein a Starman Jones (1953) és plegar el paper bidimensional a la tercera dimensió, posant en contacte els punts de la seva superfície.En el model de mapeig l'hiperespai és un univers paral·lel molt menor que el nostre, però no necessàriament de la mateixa forma, que es pot introduir en un punt corresponent a una ubicació a l’espai ordinari i sortir en un punt diferent d'una altra ubicació després de recórrer una distància molt més curta del que seria necessari en l’espai ordinari. En el llibre The Science in Science Fiction es compara amb poder trepitjar un mapa mundial a la ubicació actual, caminar pel mapa cap a un continent diferent, i després trepitjar el mapa per trobar -se a la nova ubicació, sense que l'hiperespai pugui tenir una forma significativament més complicada, com en el Night Walk de Bob Shaw (1967).
L’hiperespai es considera generalment com un concepte de ficció no compatible amb les teories científiques actuals, particularment la teoria de la relativitat. Alguns escriptors de ciència-ficció van intentar explicacions quasi-científiques de la ciència del cautxú d’aquest concepte. Per a d’altres, és només un element  macguffin adequat per a un viatge més ràpid que la velocitat de la llum sense violar les prohibicions contra els viatges dins l’espai ordinari imposat per les lleis conegudes de la física.

## Hiperespai en geometria
La noció d'hiperespai pot concebre's com una generalització dels conceptes d'espai euclidià de dimensió menor o igual que tres. D'una manera una mica succinta s'exemplifica que un ens ("no corb")amb: 
- 0 dimensions: correspon al punt.
- 1 dimensió: a una recta.
- 2 dimensions: a un pla.
- 3 dimensions: un espai (de 3D, que és l'espai percebut usualment).
- 4 o més dimensions: un o més hiperespais.

Naturalment, les generalitzacions corbes dels conceptes anteriors poden veure's com a varietats immerses en un espai euclidià de dimensió superior. Un cercle que és una línia corba (espai unidimensional) pot concebre's com una figura de l'espai euclidià bidimensional, un hiperboloide que és una superfície corba pot considerar-se dins d'un espai euclidià tridimensional, etc.

## Hiperespai en física
La noció d'hiperespai ha estat i és utilitzada per a especulacions sobre desplaçaments superlumínics; Stephen Hawking exemplifica d'una manera senzilla com es pot superposar a un hiperespai d'una manera topològica: suposem que l'univers de 3 D espacials fos com un toro (la figura és usada per Hawking només amb fins il·lustratius i es refereix a un toroide, certa forma tridimensional similar al dònut), un viatge a velocitat c (com la velocitat de la llum) seguint l'espai (i el temps correlatiu a aquest) dins el toro per recórrer en un bucle o circuit seria més prolongat que si es prengués com a drecera un hiperespai. En la il·lustració que dona Hawking, tal hiperespai és representat com un trajecte (per exemple, una recta) que surt del toro i connecta un altre punt del mateix toro amb menys espai recorregut (i per tant menys temps: més veloçment).
En aquest cas, no s'hauria superat realment la velocitat c, sinó que s'hauria fet una drecera entre punts de l'espaitemps usualment molt distants. Aquest exemple d'hiperespai és molt semblant al que se suposa que ocorre en un (actualment hipotètic) forat de cuc.
Pel que fa a Michio Kaku, aquest s'observa la funció beta d'Euler i considera que, si s'afegeix una cinquena dimensió a les quatre conegudes (tres d'espacials i una de temporal), és possible plantejar la teoria de la gran unificació, en la qual, per exemple, les equacions corresponents a la llum i a la gravetat, quedarien unides en una teoria de tipus Kaluza-Klein. Segons la teoria M té 11 dimensions, segons la teoria de cordes, té 10 dimensions, i segons la teoria de supercordes té 11 dimensions.